# Ir (pleme)
Ir, jedno od Taoih ili Ta'oih plemena katujske (katuičke) skupine govornika, porodica Mon-Khmer, nastanjenih u provinciji Saravan u Laosu, istočno od grada Saravan blizu granice s Vijetnamom. Iri i ostala susjedna katujska plemena Kantu, Katang, Lor, Pacoh i Gornji Taoih ili Ta-oy planinski su narodi koji žive od uzgoja riže na navodnjavanim poljima, ali i ribarenja i sakupljanja šumkih plodova. 
Obitelji su proširene, žive u kolektivnim  'dugim kućama' . Jezik Ira (nazivan i in, yir) najsrodniji je s jezikom ong, koji  'Ethnologue'  klasificira središnjoj katujskoj skupini poznatoj kao Ta'oih. Populacija im iznosi 4,420 (2000).

## Vanjske poveznice
- Ir of Laos